# NGC 4394

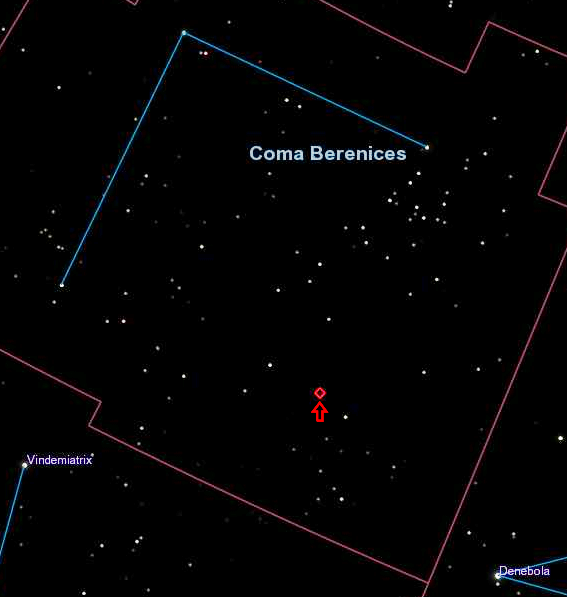
NGC 4394

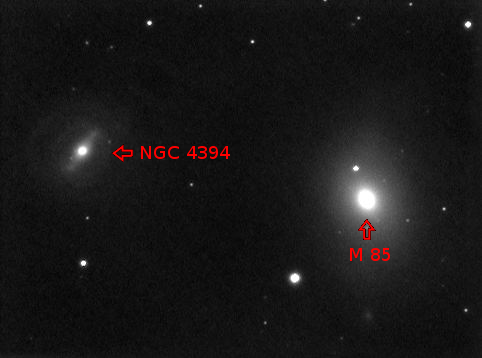
NGC 4394 och M85

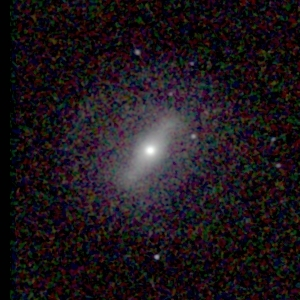

Om man har ett telekopsokular med låg förstoring kan man se både M85 och stavspiralgalaxen NGC 4394 med magnitud 10,9 i samma synfält. Denna lilla runda spiralgalax har en utsträckning på omkring 3,9 bågminuter, med ett klart lysande kärna som ser nästan ut som en stjärna.